# Karl Richter
Karl Richter (n. 15 octombrie 1926, Plauen, Saxonia, Germania – d. 15 februarie 1981, München, RFG) a fost un organist, clavecinist și dirijor german.